# Sofia Hotel
El Sofia Hotel, anteriormente Pickwick Terminal Hotel, es un hotel histórico en San Diego, en el estado estadounidense de California. Su construcción comenzó en 1926 y se inauguró en mayo de 1927.